# Lotarjov D-36
Ivčenko Progress D-36 (také Lotarjov D-36) je tříhřídelový dvouproudový motor s vysokým obtokovým poměrem v současné době vyráběný společností Motor Sič na současné Ukrajině.
Vyvinut byl pro letouny Jak-42, An-72 a An-74 a v době svého vzniku šlo na sovětské poměry o vysoce pokročilou konstrukci. Byl navržen Vladimirem Lotarjovem. Prvního rozběhu se dočkal v roce 1971, letové testy následovaly v roce 1974 a sériová výroba začala roku 1977.

## Specifikace
| Typ         | Tah (kN) | Obtokový poměr při startu | Kompresní poměr | Průměr dmychadla (mm) | Délka (mm) | Hmotnost (kg) | Uvedení do provozu | Použití                     |
| ----------- | -------- | ------------------------- | --------------- | --------------------- | ---------- | ------------- | ------------------ | --------------------------- |
| Serie 1     | 63,75    | 5,6:1                     | 20:1            | 1 333                 | 3 930      | 1124          | 1984               | Jakovlev Jak-42             |
| Serie 1A/2A | 63,75    | 5,6:1                     | 20:1            | 1 333                 | 3 192      | 1124          | ?                  | Antonov An-72 Antonov An-74 |
| Serie 3A    | 63,75    | 5,6:1                     | 20:1            | 1 333                 | 3 192      | 1124          | ?                  | Antonov An-74               |
| Serie 4A    | 63,75    | 5,6:1                     | 20:1            | 1 333                 | 3 732      | 1130          | 2002               | An-74TK-300                 |